# Rockwell HiMAT
Rockwell RPRV-870 HiMAT (Highly Maneuverable Aircraft Technology) var ett NASA-program för att utveckla teknik för framtida jaktflygplan. Bland annat experimenterades med canardvinge, digitala kontrollsystem, winglets, fjärrstyrning och kompositmaterial. HiMAT tillverkades i två exemplar och totalt genomfördes 26 flygningar mellan 1979 och 1983. Fjärrstyrningen möjliggjorde att riskabla manövrer kunde utföras utan att riskera piloters liv. Flygplanet startade genom att på höjd släppas ifrån en Boeing B-52 och styrdes ifrån en förarplats på marken.
De två flygplanen är idag uppställda på museum, ett står på NASA Dryden Flight Research Center och det andra på Smithsonian National Air and Space Museum.